# Уэрксоп
Уэ́рксоп (англ. Worksop) — город в графстве Ноттингемшир, Великобритания.
Уэрксоп расположен на северной окраине Шервудского леса, в 31 км от Шеффилда. Население города на 2012 год составляло 44 790 человек. Через город протекает река Ритон (англ. River Ryton).  Город-побратим — Гарбсен, Германия.

## Географическое положение и транспорт
Находится в регионе Ист-Мидлендс в Англии,  административный центр района Бассетло. Расположен в пологой долине на северо-западе Ноттингемшира рядом с границей Шервудского леса. С запада на восток город пересекают река Ритон и Честерфилдский канал. Он находится между Шеффилдом, Ноттингемом, Линкольном и Донкастером.
Город находится на железнодорожной линии Манчестер — Шеффилд — Линкольншир.

## История
Уэрксоп впервые упоминается в Книге Страшного суда. Существуют свидетельства, что Уэрксоп существовал до нормандского завоевания Англии в 1066 году. Около 1103 года в городе появились замок и монастырь, от которого остались только неф, западная стена и башни-близнецы, датируемые второй половиной XII века. Монастырь был основан Уильямом де Ловелотом. Уэрксоп развивался как торговый город, на это повлияло строительство в 1777 году Честерфилдского канала, которой увеличил приток населения и способствовал расширению торговых связей. В 1849 году через город была проведена Большая центральная железная дорога. Дальнейшее развитие города было связано с угледобывающей промышленностью, которая обеспечивала город большим количеством рабочих мест до 1990-х годов. В 80-х годах начали закрываться шахты и к середине 90-х годов в Уэрксопе увеличились безработица и потребление наркотиков.

## Население
Уэрксоп является крупнейший городом в районе Бассетло Ноттингемшира. По данным переписи 2011 года население Уэрксопа составляло 41 820 человек (из них 49,1 % мужчин и 50,9 % женщин). 
Расовый состав: белые англичане — 90,2 % , белые ирландцы — 0,3 %, белые цыгане — 0,2 %, другие белые — 5,1 %, представители двух и более рас — 1,5 %. 
По социально-экономической классификации в Уэрксопе 5,5 % населения верхний средний класс, 14,4 % — низший средний класс, 20,7 % — профессиональный рабочий класс, 59,4 % — рабочий класс. 
В городе проживают 68,1 % христиан, 0,9 % — мусульман, 22,8 % — не причисляют себя ни к какой религии.
Динамика населения:
| 1801 | 1811 | 1831 | 1841 | 1851 | 1881  | 1901  | 1911  | 1921  | 1931  | 1951  | 1961  | 2001  | 2011  |
| ---- | ---- | ---- | ---- | ---- | ----- | ----- | ----- | ----- | ----- | ----- | ----- | ----- | ----- |
| 3263 | 3702 | 5566 | 6197 | 7333 | 11625 | 16112 | 20387 | 23206 | 26285 | 31034 | 34311 | 39072 | 41820 |

| Население города в XIX—XXI веках |
| -------------------------------- |
|                                  |